# Raimundo Rodrigues Pereira
Raimundo Rodrigues Pereira (Exu, 8 de setembro de 1940) é um jornalista brasileiro.
Integrou a equipe que lançou a revista Veja. Foi repórter das revistas Realidade, Ciência Ilustrada, Isto É  e do jornal Folha da Tarde, além da Veja. Dirigiu o jornal Movimento, a revista Senhor, a enciclopédia e a revista Retrato do Brasil.
Atualmente dirige o projeto jornalístico Oficina da Informação, que edita a revista Grandes Reportagens.